# Marignier
Marignier è un comune francese di 6 324 abitanti situato nel dipartimento dell'Alta Savoia della regione dell'Alvernia-Rodano-Alpi.
È situato nella vallata del fiume Arve, nelle vicinanze di Bonneville, a pochi chilometri da Annecy e da Ginevra. Discregamente industrializzato, riserva un ampio territorio all'attività industriale (Parco Industriale "Prés de Paris"). Grande importanza per l'economia locale riveste anche lo sci nautico, in quanto, la terza settimana di agosto, proprio a Marignier si svolge annualmente lo Zoomp-Contest, uno dei più grandi tornei di disciplina di tutta Europa.

## Storia

### Simboli
Lo stemma comunale è stato adottato il 3 ottobre 1985.

## Società

### Evoluzione demografica
Abitanti censiti

## Amministrazione

### Gemellaggi
- Nus, dal 1994